# Корпорация частных зарубежных инвестиций (США)

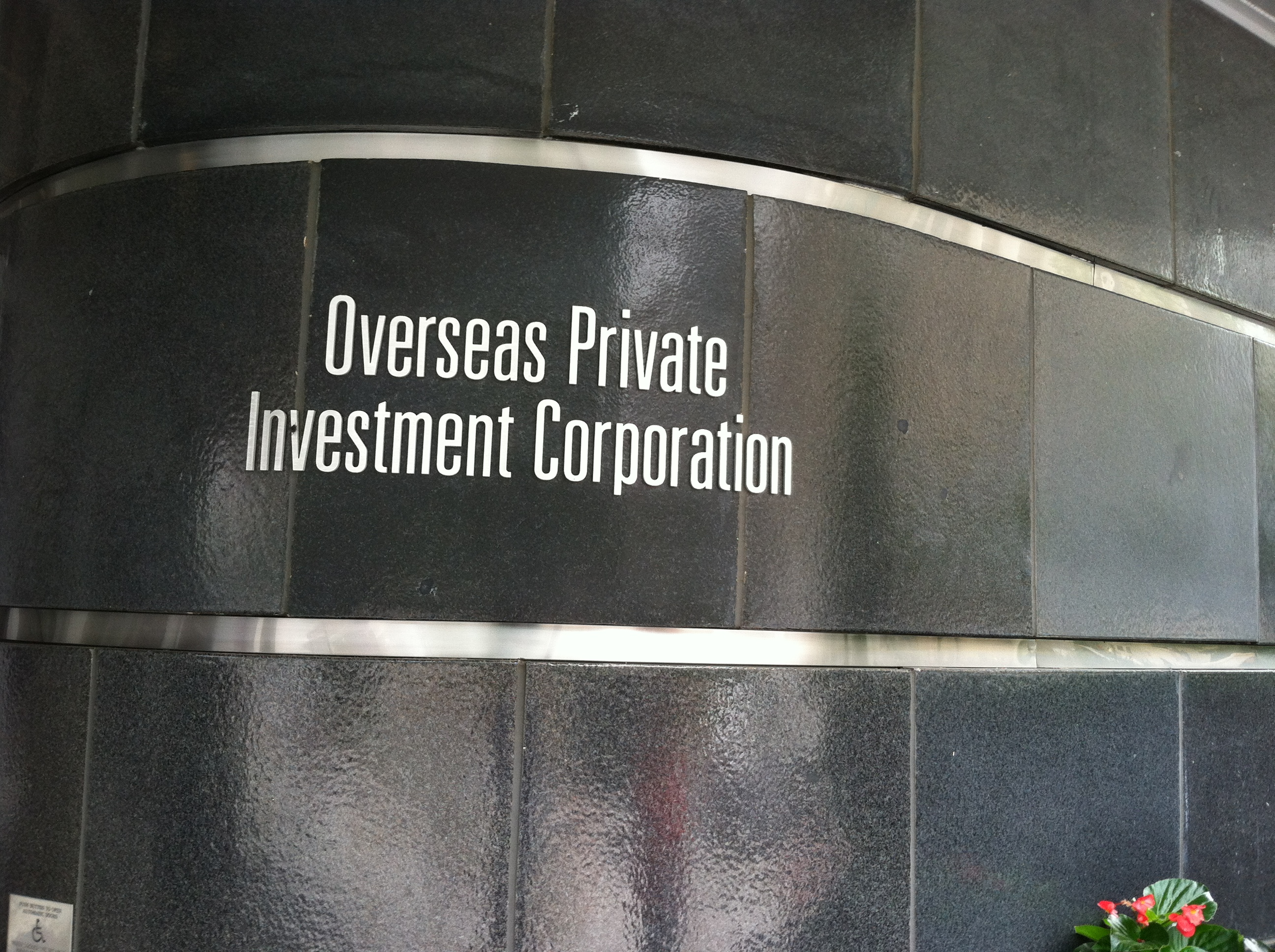
Табличка штаб-квартиры Overseas Private Investment Corporation в Вашингтоне, округ Колумбия.

Корпорация частных зарубежных инвестиций (англ. Overseas Private Investment Corporation, OPIC) — агентство при Правительстве США, цель которого — содействовать американскому бизнесу в осуществлении вложений в новые и развивающиеся рынки путём предоставления кредитов и гарантий.
Президент и главный управляющий корпорации — Рэй Уошберн.
Создана в 1969 году актом Foreign Assistance Act, начала работу в 1971 году. За 35 лет профинансировала проекты на $164 млрд.
При содействии OPIC в российскую экономику с 1993 по 2014 год было вложено более $3 млрд по более чем 125 проектам — корпорация кредитовала IKEA, «Нижнекамскнефтехим», Сибакадембанк, банк «ДельтаКредит», НБД-банк, Промсвязьбанк, «СДМ-БАНК» и проч.
В 2014 году работа фонда с российскими компаниями была приостановлена.